# Mała Wieś (powiat wieluński)
Mała Wieś – wieś w Polsce położona w województwie łódzkim, w powiecie wieluńskim, w gminie Konopnica, nad Oleśnicą, dopływem Warty.
W latach 1975–1998 miejscowość należała administracyjnie do województwa sieradzkiego.